# Société anonyme des Charbonnages des Quatre-Jean

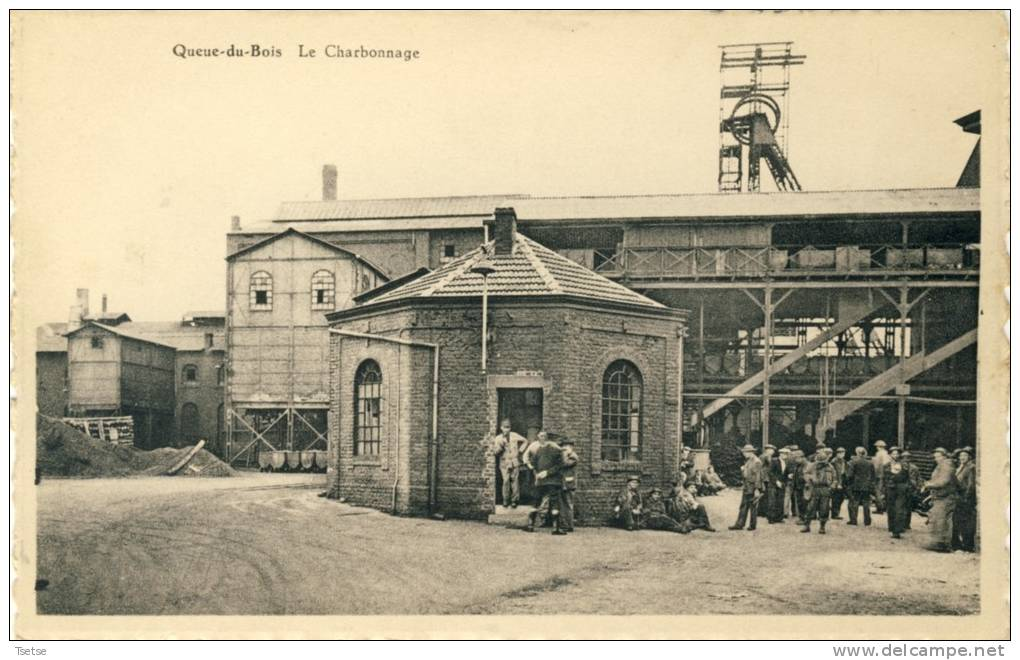
Voormalige mijn te Queue-au-Bois

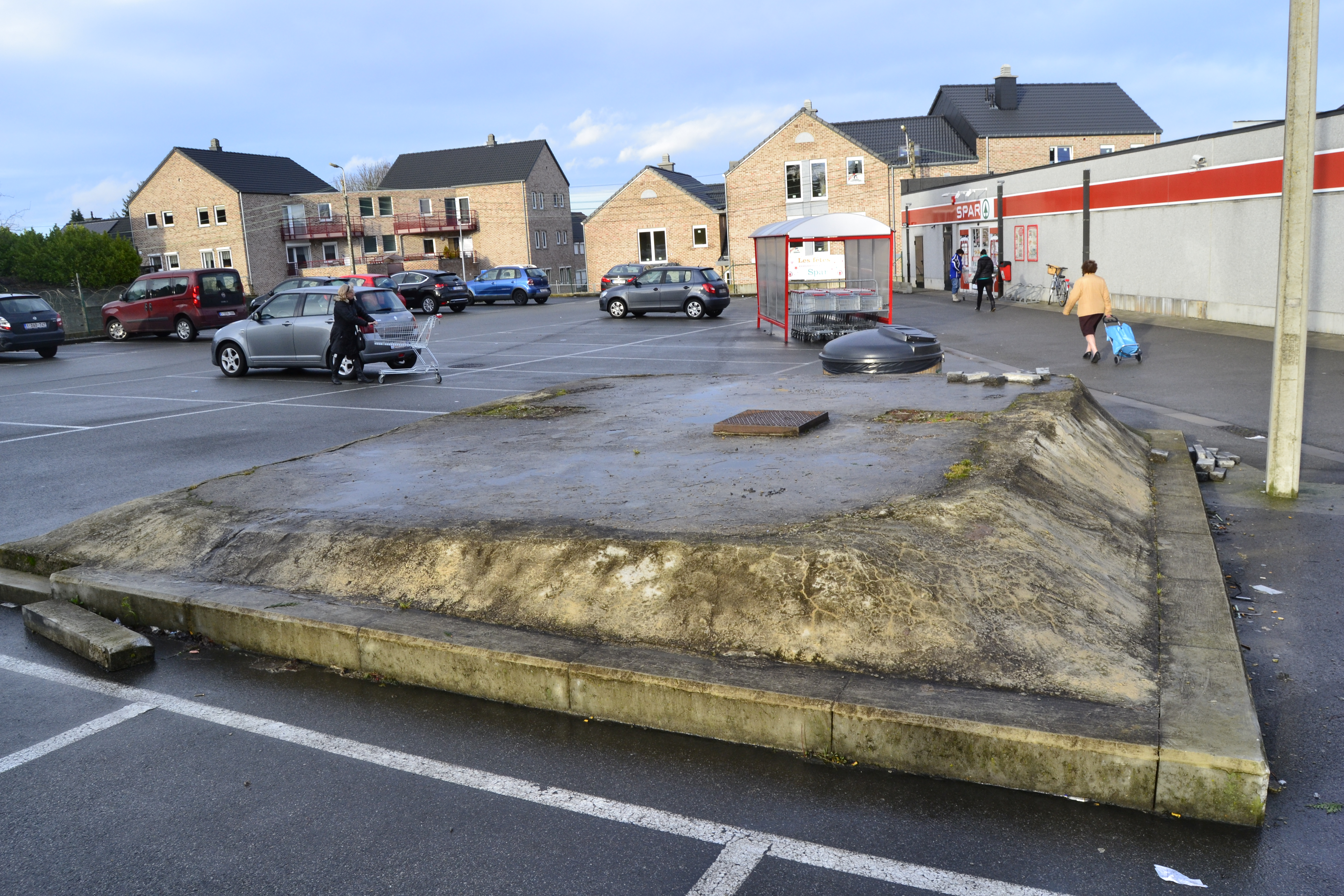
Voormalige schacht Mairie

De Société anonyme des Charbonnages des Quatre-Jean is een voormalig steenkoolwinningsbedrijf dat actief was op het grondgebied van de gemeentes Luik, Beyne-Heusay en Fléron in het Land van Herve, behorend tot het Luiks steenkoolbekken.
De concessie van deze maatschappij lag ten noordwesten van die van de Société anonyme des Charbonnages de Wérister.

## Geschiedenis
De steenkoolwinning in dit gebied is al aangetoond vanaf de 12e eeuw. Vanaf 1732 was er sprake van de fosse des Quatre Jean, een steenkoolgroeve waarin vier personen met voornaam Jean samenwerkten. In 1789 werd officieel vergunning verleend voor deze activiteit. Er waren toen bescheiden schachten in Retinne en Hayette, en voorts waren er de ventilatieschachten Monsfeld en des Vaches. De laatste lag in het dal van de Julienne.
In 1870 werd te Queue-du-Bois een nieuwe schacht aangelegd, de Mairie genaamd. In 1877 werd de bedrijfsvorm in een Naamloze vennootschap omgezet. Er was echter een probleem met het steenkoolvervoer, want er was geen spoorwegaansluiting, zodat de steenkool per paard en wagen moest worden getransporteerd, met name naar Verviers. In 1878 pleitte men voor een verbond met de Société anonyme du Charbonnage de Lonette, welke over een spoorverbinding beschikte, maar aanvankelijk wilde men de steenkool via een tunnel vervoeren naar Moulins-sous-Fléron en van daar naar het station van Jupille transporteren. Uiteindelijk werden de steenkolen via de Lorette naar Spoorlijn 38 vervoerd.
In 1896 werd de Hayette gesloten vanwege een instorting. Einde 19e eeuw werden diverse moderniseringen, waaronder elektrificatie, doorgevoerd. In 1891 werd bij Mairie een tweede schacht aangelegd. Omstreeks 1910 werd een elektriciteitscentrale gebouwd en ook een brikettenfabriek. In de mijngangen werden benzinelocomotieven ingezet. In 1920 werd de concessie Herman et Pixherotte verworven, welke delen van het gebied van Bellaire, Parfondvaux, Queue-du-Bois, Fléron en Jupille omvatte.
Na de Tweede Wereldoorlog kwamen elektrische locomotieven in gebruik. De moderniseringen konden echter niet verhinderen dat de mijnen onrendabel werden. In 1959 beëindigde de maatschappij haar activiteiten.

## Heden
De mijninstallaties zijn verdwenen, en op de plaats daarvan zijn handelsbedrijven gekomen. Op deze plaats zijn de met beton afgesloten schachten Mairie nog zichtbaar, en deze zijn van een gedenksteen voorzien.